# Аньоло Брондзино
Аньоло Брондзино или Брондзино (на италиански: Agnolo Bronzino), псевдоним на Аньоло ди Козимо ди Мариано (Agnolo di Cosimo di Mariano; * 17 ноември 1503, Монтичели ди Фиренце, Флорентинска република, † 23 ноември 1572, Флоренция, Флорентинско херцогство), е италиански живописец, виден представител на Маниеризма.

## Творчество
Брондзино рисува фрески, олтарни картини, религиозни, алегорически картини и картини на митологически теми. Славата му обаче се дължи предимно на портретите, които той прави. Брондзино е високобразован и начетен човек и познава добре трудовете на великите му съвременници - хуманисти, като Данте Алигиери и Франческо Петрарка. Пише стихове и е член на Флорентинската академия.
Аньоло Брондзино се учи при Рафаелино дел Гарбо и Якопо Понтормо. Заедно с Понтормо той разписва фрески в картезианския чертог в Галуцо, Вилите на Медичите в Кареджи и Кастело в покрайнините на Флоренция. От 1525 до 1535 г. под силното влияние на своя учител Брондзино създава няколко картини с религиозни и митологически сюжети в стила нае Маниеризма. Над някои картини художниците работят съвместно, затова точно да се определи тяхното авторство е доста сложно.
През 1530 г. той става придворен художник на херцога на Урбино Франческо Мария дела Ровере. Брондзино участвова в оформлението на фреските с религиозно и митологическо съдържание на Вила Империале в Пезаро. За Гуидобалдо II дела Ровере Брондзино рисува картината „Състезание между Аполон и Марсий“, а през 1532 г. портрет на херцога, с който започва успеха си като портретиста.

## Галерия
- Портрет на Бия де Медичи (1552), дъщеря на Козимо I, умряла на 5 г., Уфици (Флоренция)
- Портрет на Джулиано ди Пиеро де Медичи
- Светото Семейство със св. Анна и Йоан Кръстител (1550), Музей на историята на изкуството (Виена)
- Портрет на Лукреция Панчатики (ок. 1540), Уфици (Флоренция)
- Млад човек с книга (1530 – 1540), Музей „Метрополитън“ (Ню Йорк).
- Портрет на Елеонора ди Толедо със сина си (1545), Уфици (Флоренция)
- Портрет на Елеонора ди Толедо (ок. 1545), Национална галерия (Прага)
- Портрет на Лаура Батифери (ок. 1560), Палацо Векио (Флоренция)
- Алегория с Венера и Амур (ок. 1546), Национална галерия (Лондон)
- Светото Семейство с Малкия Йоан Кръстител (ок. 1530), Уфици (Флоренция)
- Мъртвият Христос с Богородица и Мария Магдалена (1530), Уфици (Флоренция)
- Портрет на Гуидобалдо дела Ровере (1532), Палацо Пити (Флоренция)
- Портрет на Козимо I де Медичи (1545), Уфици (Флоренция)
- Портрет на момиче с книга (1545), Уфици (Флоренция)
- Портрет на Лукреция де Медичи (1560), Худ. музей на Северна Каролина (Роли)

## За него
- Maurice Brock, Bronzino. Paris: Flammarion, 2002, ISBN 2-08-010877-8
- Charles McCorquodale, Bronzino. Chaucer Press, 2005, ISBN 1-904449-48-4